# Johann Albert Huswedel

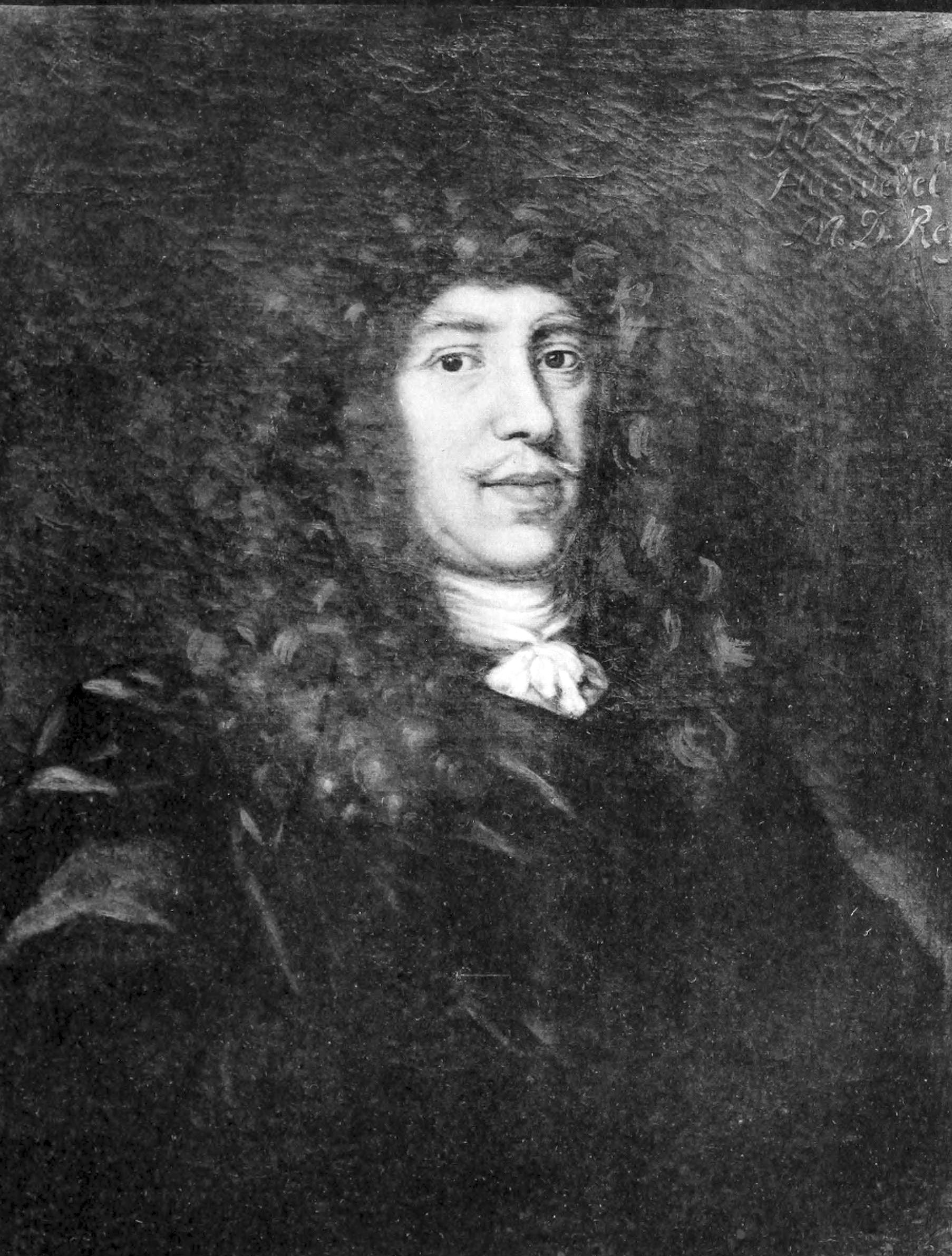
Johann Albert Huswedel. Oljemålning.

Johann Albert Huswedel, född 1618 i Rostock, död 1 juni 1674 i Stockholm, var en tysk läkare. Han var son till filologen och skolmannen Johann Huswedel.

## Biografi
Huswedel blev medicine doktor i Padua och praktiserade i Hamburg, där han 1659 blev ordinarie och kort därefter förste stadsfysikus. År 1672 kallades han av Karl XI och änkedrottningen till Stockholm och erhöll strax arkiaters fullmakt jämte säte och stämma i Collegium medicum. 